# المسار الديمقراطي الاجتماعي
المسار الديمقراطي الاجتماعي، هو حزب سياسي تونسي. اسس الحزب في أول أفريل 2012 بعد اندماج حركة التجديد مع شق من حزب العمل التونسي إضافة لعدد من الناشطين المستقلين في القطب الديمقراطي الحداثي.
في 29 جانفي 2013 أعلن المسار عن انضوائه تحت تحالف الاتحاد من أجل تونس الذي يضم أيضا نداء تونس والحزب الجمهوري وحزب العمل الوطني الديمقراطي والحزب الاشتراكي. كان الحزب يمتلك عند انطلاقته 5 مقاعد في المجلس الوطني التأسيسي، وفي 23 مارس 2013 أعلن عن انضمام النائبتين سلمى مبروك وكريمة سويد، اللتين كانتا تنتميان إلى التكتل، إلى صفوفه. يتولى أمانته العامة سمير الطيب.

## نواب الحزب في المجلس التأسيسي
- أحمد إبراهيم عن دائرة تونس 2
- سمير الطيب عن دائرة تونس 1
- الفاضل موسى عن دائرة أريانة
- نادية شعبان عن دائرة فرنسا 1
- سلمى بكار عن دائرة بن عروس
- سلمى مبروك دائرة بن عروس (مستقيلة من التكتل)
- كريمة سويد عن دائرة فرنسا 2 (مستقيلة من التكتل)
- علي بالشريفة دائرة باجـة (مستقيل من التكتل)
- عبد القادر بن خميس دائرة الكاف (مستقيل من التكتل)
- منال القادري دائرة سيدي بوزيد (مستقيلة من حركة الديمقراطيين الاشتراكيين)

## وصلات خارجية
- الرسمية للمسار الديمقراطي الاجتماعي على الفايسبوك المسار الديمقراطي الاجتماعي  على فيسبوك.